# Trilosporidae
Trilosporidae là một họ thích ty bào thuộc bộ Multivalvulida.
Chi:
- Trilospora Noble, 1939
- Unicapsula Davis, 1924